# Pristimantis pichincha
Pristimantis pichincha é uma espécie de anfíbio anuros da família Strabomantidae. Está presente no Equador. A UICN classificou-a como pouco preocupante.